# قائمة عمليات الإرجون
خلال الانتفاضة العربية في فلسطين 1936-1939 ضد الانتداب البريطاني على فلسطين، نفذت جماعة الإرجون الصهيونية المسلحة 60 هجوماً ضد الشعب الفلسطيني والجيش البريطاني. وصفت صحيفة نيويورك تايمز ولجنة التحقيق الأنجلو أمريكية، وشخصيات عالمية بارزة مثل ونستون تشرشل وشخصيات يهودية مثل حنة آرنت وألبرت أينشتاين والعديد من الشخصيات الأخرى منظمة إرجون بأنها منظمة إرهابية. تصفها وزارة الخارجية الإسرائيلية بأنها «منظمة سرية». ونقلت صحيفة نيويورك تايمز في ذلك الوقت عن مصادر في مقال استقصائي ربط جماعة الهاجاناه شبه العسكرية بهجمات الإرغون مثل تفجير فندق الملك داود.
شنت منظمة الإرجون سلسلة من الهجمات استمرت حتى قيام دولة إسرائيل. أخيرًا أدت هجمات الإرجون ضد أهداف عربية إلى مقتل ما لا يقل عن 250 عربيًا خلال هذه الفترة. فيما يلي قائمة بالهجمات التي أدت إلى وفاة منسوبة إلى الإرجون وقعت خلال ثلاثينيات وأربعينيات القرن الماضي. أجرى الإرجون ما لا يقل عن 60 عملية إجمالاً خلال هذه الفترة.

## أثناء الثورة العربية (1937-1939)
| تاريخ           | إصابات | مراجع                       |
| --------------- | --- | --------------------------- |
| 1937, مارس      | قتل عربيان في شاطئ بات يام. | [ 11 ]                      |
| 1937, نوفمبر 14 | قتل 10 عرب على يد وحدات الإرجون التي شنت هجمات حول القدس (الأحد الأسود) | [ 12 ] [ 13 ]               |
| 1938, أبريل 12  | قتل عربيان و2 من الشرطة البريطانية بانفجار قنبلة في قطار في حيفا. | [ 13 ]                      |
| 1938, أبريل 17  | قتل عربي بانفجار عبوة ناسفة في مقهى في حيفا. | [ 13 ]                      |
| 1938, مايو 17   | قتل شرطي عربي في هجوم على حافلة على الطريق القدس - الخليل. | [ 13 ]                      |
| 1938, مايو 24   | قتل 3 عرب بالرصاص في حيفا. | [ 13 ]                      |
| 1938, يونيو 19  | مقتل 18 عربيًا (9 رجال و6 نساء و3 أطفال)، وإصابة 24 بجروح نتيجة انفجار قنبلة ألقيت في سوق عربي مزدحم في حيفا.                                                                         | [ 14 ] [ 15 ] [ 16 ] [ 17 ] |
| 1938, يونيو 23  | قتل عربيان بالقرب من تل أبيب. | [ 13 ]                      |
| 1938, يونيو 26  | قتل 7 عرب بانفجار قنبلة في يافا. | [ 13 ]                      |
| 1938, يوليو 27  | قتل عربي في باحة مستشفى في حيفا. | [ 13 ]                      |
| 1938, يوليو 5   | قتل 7 عرب في عدة هجمات إطلاق نار في تل أبيب. | [ 13 ]                      |
| 1938, يوليو 5   | قتل 3 عرب بانفجار عبوة ناسفة في حافلة بالقدس. | [ 13 ]                      |
| 1938, يوليو 5   | قتل عربي في هجوم اخر بالقدس. | [ 13 ]                      |
| 1938, يوليو 6   | قتل 18 عربيا و5 يهود بانفجارين متزامنين في سوق البطيخ العربي في حيفا. وأصيب أكثر من 60 شخصا. وبلغ عدد القتلى خلال أعمال الشغب والأعمال الانتقامية على مدى يومين 33 قتيلاً و111 جريحًا. | [ 13 ] [ 18 ] [ 19 ] [ 20 ] |
| 1938, يوليو 8   | قتل 4 عرب بانفجار عبوة ناسفة في القدس. | [ 13 ]                      |
| 1938, يوليو 16  | قتل 10 عرب في انفجار عبوة ناسفة في سوق بالقدس. | [ 13 ]                      |
| 1938, يوليو 25  | قتل 43 عربيا بانفجار قنبلة في سوق في حيفا. | [ 13 ] [ 21 ]               |
| 1938, أغسطس 26  | قتل 24 عربيا بانفجار قنبلة في سوق في يافا. | [ 13 ]                      |
| 1939, فبراير 27 | قُتل 33 عربيًا في هجمات متعددة، بما في ذلك 24 قتلى في تفجير قنبلة في سوق عربي بحي سوك في حيفا و4 في تفجير في سوق الخضار العربي في القدس.                                               | [ 22 ]                      |
| 1939, مايو 29   | اصيب 18 شخصا بينهم 13 عربيا وثلاثة من الشرطة البريطانية بانفجار لغم في سينما ريكس بالقدس.                                                                                            | [ 23 ]                      |
| 1939, مايو 29   | قتل 5 عرب بالرصاص خلال مداهمة قرية بيار عدس. | [ 13 ]                      |
| 1939, يونيو 2   | قتل 5 عرب بانفجار قنبلة في باب يافا في القدس. | [ 13 ] [ 24 ]               |
| 1939, يونيو 12  | قتل خبير متفجرات بريطاني يحاول نزع فتيل القنابل، خلال تفجير مكتب بريد في القدس. | [ 13 ]                      |
| 1939, يونيو 16  | استشهد 6 عرب في عدة هجمات في القدس. | [ 13 ]                      |
| 1939, يونيو 19  | قتل 20 عربيا في انفجار عبوات ناسفة على حمار في سوق في حيفا. | [ 13 ] [ 25 ]               |
| 1939, يونيو 29  | قُتل 13 عربيًا في عدة هجمات إطلاق نار في محيط يافا خلال ساعة واحدة. | [ 13 ] [ 26 ]               |
| 1939, يونيو 30  | قتل عربي في سوق بالقدس. | [ 13 ]                      |
| 1939, يونيو 30  | قتل عربيان بالرصاص في لفتا. | [ 13 ]                      |
| 1939, يوليو 3   | قتل عربي بانفجار عبوة ناسفة في سوق في حيفا. | [ 13 ] [ 27 ]               |
| 1939, يوليو 4   | قتل فلسطينيان في اعتداءين في القدس. | [ 13 ]                      |
| 1939, يوليو 20  | قتل عربي في محطة قطار في يافا. | [ 13 ]                      |
| 1939, يوليو 20  | قتل 6 عرب في عدة هجمات في تل ابيب. | [ 13 ]                      |
| 1939, يوليو 20  | قتل 3 عرب في رحوفوت. | [ 13 ]                      |
| 1939, أغسطس 26  | قُتل ضابطا شرطة بريطانيان بمن فيهم رالف كيرنز في انفجار عبوة ناسفة في القدس. | [ 13 ]                      |

## أثناء التمرد اليهودي (1944-1947)
| تاريخ           | اصابات | مراجع                |
| --------------- | --- | -------------------- |
| 1944، 27 سبتمبر | عدد غير معروف من الضحايا، حوالي 150 من أعضاء الإرغون هاجموا أربعة مراكز للشرطة البريطانية. | [ 28 ]               |
| 1944، 29 سبتمبر | اغتيال ضابط شرطة بريطاني كبير في دائرة المخابرات الجنائية في القدس. | [ 28 ]               |
| 1945، 1 نوفمبر  | تدمير 5 قاطرات في محطة اللد. وقتل موظفان وجندي وشرطي وعرفت بليلة القطارات. | [ 29 ]               |
| 1945، 27 ديسمبر | مقتل 3 من رجال الشرطة البريطانية و4 جنود من سوتو خلال قصف مقر إدارة المباحث الجنائية البريطانية في القدس. مقتل جندي بريطاني خلال هجوم على معسكر للجيش البريطاني شمال تل أبيب.                                                                                     | [ 30 ] [ 31 ]        |
| 1946، 22 فبراير | دمرت 14 طائرة في 5 محطات تابعة لسلاح الجو الملكي البريطاني. | [ 32 ]               |
| 1946، 22 يوليو  | قتل 91 شخصاً في قصف فندق الملك داوود (الذي كان المقر البريطاني) معظمهم من المدنيين من موظفي الفندق أو الأمانة العامة ، <br /> 41 عربيًا، 15-28 مواطنًا بريطانيًا، 17 يهوديًا فلسطينيًا، 2 أرمنيان، روسي واحد، يوناني واحد، ومصري.                                       | [ 33 ] [ 34 ] [ 35 ] |
| 1946، 30 أكتوبر | مقتل حارسين بريطانيين خلال إطلاق نار وانفجار في محطة سكة حديد القدس. | [ 36 ]               |
| 1946، 31 أكتوبر | قصف السفارة البريطانية في روما. تم تدمير ما يقرب من نصف المبنى وجرح 3 أشخاص. | [ 37 ]               |
| 1947، 12 يناير  | 4 قتلى في قصف مقر بريطاني. | [ 38 ]               |
| 1947، 1 مارس    | مقتل 17 ضابطا بريطانيا خلال قصف نادي ضباط جولدشميت. | [ 39 ]               |
| 1947، 12 مارس   | مقتل جندي بريطاني واحد خلال الهجوم على معسكر شنلر. | [ 39 ]               |
| 1947، 18 يونيو  | مقتل أحد أعضاء الهاغاناه في انفجار فخ مفخخ أثناء إغلاق نفق حفره الإرغون لتفجير المقر البريطاني في سيتروس هاوس، تل أبيب. | [ 40 ] [ 41 ]        |
| 1947، 19 يوليو  | تعرضت 4 مواقع داخل حيفا للهجوم، مما أسفر عن مقتل شرطي بريطاني وإصابة 12. | [ 42 ]               |
| 1947، 29 يوليو  | إعدام 2 رقباء بريطانيين مخطوفين شنقاً. | [ 43 ]               |
| 1947، 4 أغسطس   | انفجار قنبلتان موقوتتان في حقيبتين في قبو فندق ساشر، فيينا (مقر الجيش البريطاني). | [ 44 ] [ 45 ]        |
| 1947، 5 أغسطس   | مقتل 3 من رجال الشرطة البريطانية في تفجير مكتب العمل البريطاني في القدس. | [ 46 ]               |
| 1947، 9 أغسطس   | مقتل مهندس قطار يهودي في تفجير قطارين بين القاهرة وحيفا. | [ 47 ]               |
| 1947، 12 أغسطس  | إصابة جندي بريطاني في تفجير قطار لندن-فيلاخ العسكري خارج نفق تاورن بالقرب من مالينتس، النمسا. لم تنفجر القنبلة الثانية، وكان القصدان منهما إخراج القطار عن مساره فوق منحدر شديد الانحدار. لم تقع اصابات من انفجار ثان خارج مكتب قائد المعسكر البريطاني في فيلدين. | [ 44 ] [ 48 ] [ 49 ] |
| 1947، 26 سبتمبر | مقتل 4 من رجال الشرطة البريطانية في عملية سطو على بنك إرغون. | [ 38 ]               |
| 1947، 29 سبتمبر | 10 قتلى (4 من رجال الشرطة البريطانية و4 من رجال الشرطة العرب وزوجين عربيين) وجرح 53 في قصف مقر شرطة حيفا من قبل الإرغون. تم استخدام طن من المتفجرات في برميل في التفجير وقال الإرغون إن ذلك تم في اليوم الأول من عيد السكوت لتجنب سقوط ضحايا يهود.                | [ 38 ] [ 50 ] [ 51 ] |

## خلال الحرب الأهلية (1947-1948)
| تاريخ                        | اصابات | مراجع                              |
| ---------------------------- | --- | ---------------------------------- |
| 1947، 11 ديسمبر              | 13 قتيلا في هجوم على بلدة الطيرة قرب حيفا. | [ 52 ]                             |
| 1947، 12 ديسمبر              | 20 قتيلا و5 جرحى بالبراميل المتفجرة عند باب العامود. | [ 53 ]                             |
| 1947، 13 ديسمبر              | 6 قتلى و25 جريحا بانفجار قنابل خارج سينما الحمراء. | [ 54 ]                             |
| 1947، 13 ديسمبر              | 5 قتلى و47 جريحا جراء انفجار قنبلتين عند باب العامود. | [ 54 ] [ 55 ]                      |
| 1947، 13 ديسمبر              | قتل 7 عرب (بينهم امرأتان وطفلين، 3 و4 سنوات) وأصيب 7 آخرون بجروح خطيرة (امرأتان و4 من بينهم) في هجوم على بلدة اليهودية. هاجم 24 رجلاً من جماعة الإرغون القرية، واقتربوا من بتاح تكفا وأطلقوا النار على المنازل وتفجيرها بالديناميت وألقوا القنابل اليدوية. كما أطلقت النيران على سيارة مصفحة للشرطة البريطانية. | [ 54 ] [ 55 ] [ 56 ]               |
| 1947، 16 ديسمبر (كاليفورنيا) | 10 قتلى بانفجار قنبلة في سينما نوجا في يافا. | [ 57 ]                             |
| 1947، 29 ديسمبر              | قُتل شرطيان بريطانيان و11 عربيًا وأصيب 32 عربيًا بجروح عندما ألقى عناصر الإرغون قنبلة من سيارة أجرة عند باب العامود في القدس. | [ 38 ] [ 58 ] [ 59 ]               |
| 1947، 30 ديسمبر              | مقتل 6 عرب وإصابة 42 بقنابل يدوية في مصفاة حيفا، مما أدى إلى مذبحة مصفاة حيفا النفطية التي أدت إلى مجزرة بلد الشيخ. | [ 60 ]                             |
| 1948، 1 يناير                | مقتل 2 عربي وإصابة 9 بجروح نتيجة هجوم إطلاق نار على مقهى في يافا. | [ 61 ]                             |
| 1948، 5 يناير                | 14 قتيلا عربيا و19 جريحا بشاحنة مفخخة خارج مبنى "سيراني" المكون من 3 طوابق،[] مبنى البلدية العثماني في يافا | [ 62 ]                             |
| 1948، 7 يناير                | مقتل 20 عربيا بانفجار قنبلة عند بوابة يافا. | [ 63 ] [ 64 ]                      |
| 1948، 10 فبراير              | مقتل 7 عرب قرب رأس العين بعد بيع أبقار في تل أبيب | [ 65 ]                             |
| 1948، 18 فبراير              | مقتل 12 مواطنا عربيا وجرح 43 آخرين في سوق في الرملة | [ 66 ]                             |
| 1948، 1 مارس                 | مقتل 20 بريطانيًا وإصابة 30 بجروح في تفجير نادي الضباط بيفينغراد | [ 67 ]                             |
| 1948، 9 أبريل - 11 أبريل     | قتل 107-120 العرب وذبح (التقديرات المقبولة عموما من قبل العلماء، بدلا أول رقم المعلن من 254) أثناء وبعد المعركة في قرية دير ياسين قرب القدس، من خلال 132 الإرجون و60 يحي المقاتلين. | [ 68 ] [ 69 ] [ 70 ] [ 71 ] [ 72 ] |
| 1948، 6 أبريل                | مقتل 7 جنود بريطانيين، بينهم القائد، خلال غارة بالأسلحة على معسكر الجيش برديس حنا. | [ 73 ]                             |
| 1948، 25-30 أبريل            | عملية Hametz استولى الإرغون على عدة بلدات عربية حول يافا، ثم صد محاولة بريطانية لطردهم من بلدة المنشية. | [ 74 ]                             |

## روابط خارجية
- أرشيف فلسطين بوست
- آري بيرليغ وليونارد واينبرغ، مجموعات الدفاع عن النفس اليهودية والإرهابية قبل إنشاء دولة إسرائيل: الجذور والتقاليد. الحركات الشمولية والأديان السياسية ، المجلد. 4 ، رقم 3 (2003) 91-118. نسخة على الإنترنت